# 表裏
表裏（ひょうり）とは、八綱弁証において病位の深浅にあるもので、外邪が体表部から体内へと侵襲した際に、その位置する場所によって症状が異なる。

## 表証
表とは、六淫の邪気が皮毛、口鼻から侵入するときに起こる症候。外感病の初期でよく見られ、発病が急で変化が早く、病程が短い。身体の最も浅い部位、すなわち表（皮膚や皮下組織層の組織群、四肢、頭部、肩背部などの身体の末梢部及び陽部）にある病証。多くは外感病初期の証候。主な症状として悪寒、悪風、発熱、頭痛、身体痛（項痛、腰背痛、四肢関節痛）、鼻咽喉の症状（鼻がぐすぐすする、のぼせ、手足の冷え）、脈は浮がある。

## 裏証
裏とは、外邪と内傷により起こる証候。第一に外邪性で身体の最も深い部位、すなわち裏（腸管及びそこに隣接する臓器類などの臓腑及び陰部・気血・骨髄など）にある病証。多くは外感病を発病後、一定の期間を経過して起こる場合と邪気が直接臓腑を傷害した場合（直中）がある。第二に内傷性で精神的ストレス、疲労、性生活の不節制、飲食の不節制などで臓腑が傷害されたもの。主な症状として悪熱、口渇、腹痛、嘔吐、腹部膨満感、下痢または便秘、小便が多いまたは少ない、血尿、舌苔は厚、脈は沈がある。

## 半表半裏証
半表半裏とは、表裏の中間もしくは横隔膜に隣接する臓器類のある部位にある症候で三焦、肝胆、膜原（裏との境、現代の胸膜、腹膜）、心下（心と胃と境、現代の横隔膜）などにあり、多くは病が表を過ぎてまだ裏に達していないときに現れる。三陽病では少陽経にあり、太陽の表を離れるも陽明の裏に入っていない。主な症状として往来寒熱、胸脇苦満、口苦、咽乾、眩暈、脈は弦がある。